# MÁV 320 sorozat
A MÁV Ih. osztályú, később 320 sorozatú mozdonya Európában a második, a Német Vasútegyleten belül az első 2'C tengelyelrendezésű hegyipálya gyorsvonati gőzmozdonytípus volt.

## Kifejlesztése
Az 1888-ban Baross Gábor közlekedésügyi miniszter által bevezetett úgynevezett zónatarifa-rendszer hatására megnőtt utasforgalom nem csak Budapest környékén, hanem országszerte, így Magyarország egyetlen tengerpartja felé is szükségessé tette a vonatok terhelésének megnövelését. A fiumei vonal legnehezebb része a Cameralmoravica (Komorske Moravice) –Fiume vonalszakasz volt a maga 25‰-es emelkedőivel. E vonalon a forgalmi igények 100 tonnás vonatok 30 km/h sebességgel való továbbítását írták elő. Erre a feladatra az addig ott szolgáló IIIa. osztályú (később 338 sorozatú) C tengelyelrendezésű mozdonyok alkalmatlanok voltak. Ekkoriban Európa más részein is szokásos volt ilyen tengelyelrendezésű, tulajdonképpen tehervonati mozdonyok alkalmazása. Kordina Zsigmond, a MÁV Gépgyár főmérnöke a nagyobb méretű kazán alkalmazása érdekében a célra a 2'C tengelyelrendezést választotta. A MÁV-nál Ih. osztályjelzést kapott mozdony volt a gyár 35. szerkezetszámú típusa.

## Szerkezete
A mozdony keretszerkezete és kazánja nagy hasonlóságot mutatott az Ie. és If. osztályú (később 222 sorozatú) mozdonyokéval. Itt is külső elrendezésű keretbe ágyazták a kapcsolt kerékpárok és a futó forgóváz forgócsapját. A forgóváz azonos szerkezetű volt az Ie. és If. osztályéval. A mozdony nagyobb vezetett hosszát kompenzálni, így a mozdony ívbe állását könnyíteni az első kapcsolt és a hajtókerekek nyomkarimájának vékonyabbra, futófelületének pedig hengeresre való esztergálásával szerették volna. Az Ih. osztályú mozdonyoknak Ie. és If. osztályéval azonos méretű porosz-, más néven Becker-rendszerű állókazánja volt , mindössze a lemezei voltak vastagabbak (15,5 és 20 mm). A rostély 1/7,4-es esésű, első része mozgatható volt. A hosszkazán 1,4 m átmérőjű, csőfalközének hossza 3800 mm és 15 mm-es lemezekből szegecseléssel készült. A hosszkazánban 210 db 46,5/52 mm átmérőjű folytvas tűzcsövet építettek be. A csőátmérőhöz viszonyítva a hosszuk még az Ie. és If. osztályénál is rövidebb, ami azt jelenti, hogy a hőenergia itt is túl rövid úton távozott a kazánból és ez a hatásfokot rontja. Ennek oka egyrészt, hogy a megfelelő méretezési ismeretek akkor még nem álltak rendelkezésre, másrészt a mozdony méret- és tömegkorlátai is kompromisszumot követeltek a kazán méreteinél. Itt is a hosszkazán első övén helyezték el a gőzdómot, melyre ugyancsak közvetett terhelésű rugómérleges biztonsági szelepet szereltek.  A hosszkazánhoz 1,8 m hosszú, ún. amerikai füstszekrény csatlakozik, melyben békaszájú kifúvófejet helyeztek el, mely hengeres öntöttvas kéményhez csatlakozik. A kazánt 1–1 db Friedmann-rendszerű nem szívó, 10, illetve 9 mm-es nyílású frissgőz-lövettyű táplálta vízzel. A két gőzhenger a második kapcsolt kerékpárt hajtotta. A vezérmű Heusinger–Walschart-rendszerrel készült. A vezérmű még nem ellenforgattyús, hanem ún. excenteres kivitelű volt. A tolattyúk akkor még hagyományos síktolattyúk voltak.
A mozdonyra egy Westinghouse-rendszerű fékhengert szereltek. A féktuskók a mozdony hajtott kerékpárjait hátulról fékezték, míg a futóforgóváz kerékpárjai a MÁV mozdonyainál szokásos módon fékezetlenek voltak. A mozdonyokat azonos módon gőzfűtési rendszerrel is ellátták.
Az Ih. osztályú  mozdonyokhoz Ie. és If. osztállyal szemben kisebb befogadóképességű az Ia. és Id. osztállyal (később 220, illetve 221 sorozat) azonos háromtengelyes, az Államvasutaknál A típusként jelölt szerkocsi készült. A szerkocsi minden kerékpárját egy oldalról (hátulról) fékezték.

## Pályafutásuk
Még 1892-ben elkészült az első 8 db, Ih. osztály 641–648 pályaszámmal besorozott mozdony. Azonban a fiumei vonalon nem lehetett őket üzembe helyezni, amíg ívkorrekciókat nem hajtanak a pályán végre. Ezért először a Salgótarján–Ruttka vonalon közlekedtek. Az átépítések után ugyan kerültek a fiumei vonalra is, azonban az ottani 250–275 m sugarú ívekben továbbra sem voltak megfelelőek. Így a millenniumi kiállításra készített 649 pályaszámú mozdony csak a kevésbé sikerült típus zárása lehetett: a feladathoz új, megfelelőbb szerkezetű mozdonytípusra volt szükség. Így a mozdonyok közül 6 db először Zólyom–Lipótvár között nehéz személyvonatokat, majd Ceglédről kiindulva csak gyorsteher- és tehervonatokat továbbíthattak. A másik 3 mozdony Miskolc környékén tehervonatozott.
A mozdonyok 1894-től új hadijelet kaptak, mely a típus esetén  {\displaystyle {\tfrac {\mathrm {III\ 425} }{\mathrm {A} _{1}}}}  lett.
A járművek 1911-ben a 320,001–009 sorozatjelet és pályaszámokat kapták.
A mozdonyok nagyjavítására a Debreceni Műhelyt jelölték ki. A típus engedélyezett vonatterheléseit a MÁV számításokkal az alábbiak szerint állapította meg:
| Az Ih. osztályú mozdonyok engedélyezett vonatterhelései | Az Ih. osztályú mozdonyok engedélyezett vonatterhelései | Az Ih. osztályú mozdonyok engedélyezett vonatterhelései | Az Ih. osztályú mozdonyok engedélyezett vonatterhelései | Az Ih. osztályú mozdonyok engedélyezett vonatterhelései | Az Ih. osztályú mozdonyok engedélyezett vonatterhelései | Az Ih. osztályú mozdonyok engedélyezett vonatterhelései | Az Ih. osztályú mozdonyok engedélyezett vonatterhelései | Az Ih. osztályú mozdonyok engedélyezett vonatterhelései |
| Pálya- emelkedés                                        | 25 km/h                                                 | 30 km/h                                                 | 35 km/h                                                 | 40 km/h                                                 | 50 km/h                                                 | 60 km/h                                                 | 70 km/h                                                 | 75 km/h                                                 |
| ------------------------------------------------------- | ------------------------------------------------------- | ------------------------------------------------------- | ------------------------------------------------------- | ------------------------------------------------------- | ------------------------------------------------------- | ------------------------------------------------------- | ------------------------------------------------------- | ------------------------------------------------------- |
| 0‰                                                      | 2122 t                                                  | 1724 t                                                  | 1395 t                                                  | 1133 t                                                  | 762 t                                                   | 511 t                                                   | 343 t                                                   | 292 t                                                   |
| 5‰                                                      | 741 t                                                   | 610 t                                                   | 518 t                                                   | 441 t                                                   | 324 t                                                   | 233 t                                                   | 163 t                                                   | 143 t                                                   |
| 10‰                                                     | 401 t                                                   | 343 t                                                   | 292 t                                                   | 248 t                                                   | 183 t                                                   | 131 t                                                   | 89 t                                                    | 77 t                                                    |
| 16‰                                                     | 244 t                                                   | 207 t                                                   | 174 t                                                   | 146 t                                                   | 103 t                                                   | –                                                       | –                                                       | –                                                       |
| 20‰                                                     | 186 t                                                   | 155 t                                                   | 128 t                                                   | 106 t                                                   | 72 t                                                    | –                                                       | –                                                       | –                                                       |
| 25‰                                                     | 136 t                                                   | 111 t                                                   | 94 t                                                    | –                                                       | –                                                       | –                                                       | –                                                       | –                                                       |

Az első világháború után csak a 320,007 pályaszámú mozdony maradt a MÁV-nál, a többi a CFR-hez került. A megmaradt példányt a MÁV már nem helyezte üzembe, és az 1932–1934-es nagy mozdonyselejtezés idején állagából törölte. A Romániába került mozdonyok Kolozsvár és Nagyvárad fűtőházaihoz tartoztak és pályaszámaik megtartásával 1929–1930-ig üzemeltek, majd elhasználódásuk miatt kivonták a forgalomból és selejtezték őket.